# Parafia św. Jakuba Większego Apostoła w Święciechowie
Parafia Świętego Jakuba Większego Apostoła w Święciechowie – rzymskokatolicka parafia w Święciechowie, należy do dekanatu święciechowskiego archidiecezji poznańskiej. Została utworzona w XI wieku. 